# Выгребная Слобода
Выгребная Слобода (бел. Выграбная Слабада) — упразднённая деревня в Храковичском сельсовете Брагинского района Гомельской области Беларуси.

## География

### Расположение
В 32 км на юго-запад от Брагина, 35 км от железнодорожной станции Иолча (на ветке Василевичи — Хойники от линии Калинковичи — Гомель), 160 км от Гомеля.
На территории Полесского радиационно-экологического заповедника.

### Водная система
На западе сеть мелиоративных каналов, в их числа Слободский канал.

## Транспортная система
Транспортные связи по просёлочной, затем автомобильной дороге Комарин — Брагин.
Планировка состоит из прямолинейной улицы, ориентированной с юго-востока на северо-запад. Застроена деревянными домами усадебного типа.

## История
Известна с начала XIX века как деревня Выгребная в Речицком уезде Минской губернии. В 1908 году в Савитской волости.
С 30 декабря 1927 года по 16 июля 1954 года центр Выгребнослободского сельсовета Брагинского района Гомельской (с 26 июля 1930 года) округа, с 20 февраля 1938 года Полесской, с 8 января 1954 года Гомельской областей. В 1920-е годы действовала школа. В 1929 году организован колхозы «Выгребная Слобода» и «Юный Ленинец», работали кузница, 2 ветряные мельницы (с 1902 года и с 1927 года), конная круподробилка. Во время Великой Отечественной войны в мае 1943 года фашисты полностью сожгли деревню и убили 30 жителей. На фронтах и в партизанской борьбе погибли 48 жителей деревни. Была центром совхоза «Слободской». Размещались восьмилетняя школа, фельдшерско-акушерский пункт, отделение связи, магазин.
20 августа 2008 года деревня упразднена.

## Население
После катастрофы на Чернобыльской АЭС и радиационного загрязнения жители (136 семей) переселены в 1986 году в чистые места.

### Численность
- 1986 год — жителей нет

### Динамика
- 1850 год — 13 дворов
- 1908 год — 35 дворов, 264 жителя
- 1940 год — 73 двора, 274 жителя
- 1959 год —141 житель (согласно переписи)
- 1986 год — жители (136 семей) переселены

## Достопримечательность
- Братская могила советских воинов и партизан. Похоронены 4 воина 9-го гвардейского корпуса и 2 партизана отряда имени Р. И. Котовского, которые погибли осенью 1943 года при освобождении района от немецко-фашистских захватчиков. Сюда перезахоронены останки лётчика 165-го истребительного авиаполка 286-й авиадивизии 16-й воздушной армии В. И. Веденеева и Г. Д. Черствова, что погибли в октябре 1943 года. В 1978 году на могиле установлен памятник — скульптура воина.